# Єжи Гарасимович
Єжи Гарасимович (пол. Jerzy Harasymowicz; 24 липня 1933, Пулави — 21 серпня 1999, Краків) — польський поет з межовою польсько-українською ідентичністю, великий поціновувач Лемківщини

## Біографія
Народився в 1933 році в Пулавах у родині військовика Станіслава Гарасиміва (у 1947 році змінив прізвище на польський лад Гарасимович) та Ірени Данути (до шлюбу Ґжелевська). Батько був родом з Комарно, мати якого, Кароліна (до шлюбу Генніг), була австрійкою або німкенею, одружилася з Юзефом Гарасимівим, котрий працював судовим писарем у Відні. Його дідо Юзеф, ймовірно, був українського походження і помер у 1911 році. Проте документів та родинних згадок про нього збереглося небагато. Очевидно, через це питання ідентичності та генеалогії стали одними з найважливіших мотивів у творчості Єжи Гарасимовича. Водночас родина його матері походила з Хшанова, де його дідо Ян Ґабріель Ґжелевський був бургомістом у 1930-х роках та був одружений з Кароліною Ґжелевською (до шлюбу Яхімчик).
З 1919 року Станіслав Гарасимів був професійним військовим Війська польського. У 1933 р. батько служив капітаном у 32-му піхотному полку в Модліні, а після підвищення в чині майора в травні 1938 р. став командиром 1-го батальйону 53-го піхотного полку у Стрию. Тим часом Ірена Данута вивчала польську філологію в Яґеллонському університеті в Кракові, проте не завершила навчання. У вересні 1939 року Станіслав потрапив у німецький полон і був відправлений до табору в Лауфені, проте більшу частину Другої світової війни провів у трудовому таборі для військовополонених у Вольденберзі. У цей час його мати Ірена Данута разом з малим Юреком, як родина польського офіцера, переховувалась від репресі у родини в Комарно, згодом у Стрию, Львові, біля Борщева на Поділлі та в околицях Лосяча, поблизу Йорданува. В останні роки війни їм вдалося переїхати до родини у Кшчонові поблизу Кракова і врешті зупинились у Добжехові поблизу Ряшева. Після війни сім'я оселилися в Ряшеві, де Єжи Гарасимович продовжив навчання, розпочате в Комарно під час війни.. У кінці 1940-х років сім'я переїхала жити до Кракова.
У 1953 році він закінчив лісову гімназію в Лімановій, де отримав чудові знання з ботаніки. Цій школі (а точніше практикам) він також завдячує своїм першим перебуванням у Мушині, яке відтоді стане його улюбленим містом. Після закінчення середньої школи закінчив курс техніків-вимірників у Тарнобжезькому повіті та деякий час працював у лісництві Сондеччизна. У 1955 році він переїхав до Кракова, де подружився з відомим критиком Казімєжем Викою.
З дитинства пробував писати. Літературний дебют Є. Гарасимовича офіційно відбувся у 1955 році чотирма віршами на сторінках журналу «Życie Literackie». Тоді він приєднався до «Клубу молодих письменників» при Краківському осередку Спілки польських письменників. Початок був важкий, йому важко було пробиватися. У грудні 1955 року його було представлено в журналі «Życie Literackie» разом з іншими дебютантами: Збіґнєвом Гербертом, Мироном Білошевським, Станіславом Чичем та Богданом Дроздовським. 
1956 року вийшла дебютна збірка поезій «Cuda» (укр. «Дива»), яка викликала бурю серед критиків, але переважали позитивні думки. Це був початок його дуже успішної літературної кар'єри. Його дохід був лише від письменницької діяльності — він ніколи не працював повний робочий день. У 1957 році став членом Спілки польських письменників.
Тоді він разом із кількома людьми заснував поетичну групу «Мушина» (більш відомими її членами були Тадеуш Слівяк, Тадеуш Новак, Станіслав Ґрохов'як, Галина Посвятовська). Вони виступали проти авангарду, хотіли писати для простого читача, створити нову поетичну казку. На жаль, серед учасників групи не було єдиної думки щодо програми, тому вона проіснувала лише до 1963 року (Гарасимович перестав керувати нею двома роками раніше). У 1967 році поет був одним із засновників краківської поетичної групи «Барбарус» (у тому числі Ян Болеслав Ожог, Тадеуш Новак, Тадеуш Сливяк). Припущеннями були: боротьба з технізацією життя і відродження уяви. Група діяла недовго, але Анджея Бурсу нагороджували до 1990 року.
Під час воєнного стану комуністична влада призупинила діяльність Спілки польських письменників, потім розпустила, а невдовзі відновила (звісно, на своїх умовах і зі своїм народом). Гарасимович приєднався до нової Спілки польських літераторів. Видавав книги офіційним тиражем. Він чітко виступав на боці комуністичного режиму і вихваляв його в численних рядках. Це здобуло йому визнання влади та ворогів у літературному середовищі. Останній ефект незабаром відчув дуже болісно. Коли закінчилася ера комунізму, його твори зникли з антологій, підручників тощо. Наступні томи визнавали повним мовчанням. Помер 21 серпня 1999 року у Кракові.

## Родина
У 1969 році поет одружився з Марією Горкевич. У них було двоє дітей: у 1970 році народилася Слава, у 1974 році — Катажина.

## Доробок

### Збірки поезій
Єжи Гарасимович видав п'ятдесят шість томів поезії, серед яких:
- 1956 — «Cuda»;
- 1957 — «Powrót do kraju łagodności»;
- 1958 — «Wieża melancholii», «Przejęcie kopii»;
- 1959 — «Genealogia instrumentów»;
- 1960 — «Mit o świętym Jerzym»;
- 1962 — «Ma się pod jesień»;
- 1964 — «Podsumowanie zieleni»;
- 1965 — «Budowanie lasu»;
- 1966 — «Pastorałki polskie»;
- 1967 — «Wybór wierszy»;
- 1969 — «Madonny polskie», «Zielony majerz»;
- 1971 — «Poezje wybrane», «Znaki nad domem»;
- 1972 — «Bar na stawach», «Zielnik, czyli wiersze dla wszystkich. Pascha Chrysta. Poemat wielkanocny»;
- 1973 — «Polska weranda»;
- 1974 — «Córka rzeźnika. Łąka. Wyprzęgnięty tramwaj Europy», «Żaglowiec i inne wiersze»;
- 1975 — «Barokowe czasy», «Wybór wierszy 1955—1973»;
- 1976 — «Banderia Prutenorum czyli Chorągwie pruskie podniesione roku pańskiego 1410 w święto rozesłania apostołów pod Grunwaldem przeciw królowi Władysławowi Jagielle i przez króla przewrócone jak i cała moc niemiecka i przywiezione do Krakowa»;
- 1977 — «Polowanie z sokołem»;
- 1978 — «Poeci polscy»;
- 1979 — «Cudnów», «Wiersze miłosne»;
- 1980 — «Kasia cała z czekolady i z cukierków ma rękawy»;
- 1981 — «Z nogami na stole»;
- 1982 — «Wesele rusałek», «Wiersze na igrzyska»;
- 1983 — «Dronsky», «Wiersze sarmackie», «Złockie niebo cerkiewne», «Cała góra barwinków» (wybór liryki), «Złockie niebo cerkiewne»;
- 1984 — «Klękajcie narody»;
- 1985 — «Na cały regulator», «Poezje wybrane»;
- 1986 — «Wiersze beskidzkie», «Wybór wierszy» (2 т.);
- 1987 — «Lichtarz Ruski»;
- 1988 — «Ubrana tylko w trawy połonin»;
- 1991 — «Kozackie buńczuki», «Za co jutro kupimy chleb»;
- 1992 — «W Botanicznym wiersze ZEN», «Erotyki»;
- 1993 — «Czeremszanik»;
- 1994 — «Zimownik», «Worożycha»;
- 1995 — «Samotny jastrząb»;
- 1996 — «Klasztor na księżyc», «Wiersze z połonin»;
- 1997 — «Srebrne wesele», «Miłość w górach»;
- 2001 — «Liryki najpiękniejsze».

### Переклади
Окремі видання поезії Єжи Гарасимовича видавалися іноземними мовами, зокрема:
- 1974 — «Genealogy of Instruments» / tłum. Catherine Leach i Seymour Mayne, Ottawa, Valley Editions; Cincinnatti, Mosaic Press, 1991. (англ.)
- 1975 — «Planting Beeches» / tłum. Victor Contoski, New York, New Rivers Press (A New Rivers Press chapbook). (англ.)
- 1983 — «Láska už přeletěla dům» / tłum. J. Pilař, Praha, Práce (Klín). (чес.)
- 1988 — «Černý bez» / tłum. J. Pilař, il. H. Storchová, Praga, «Ml. fronta». (чес.)
- 1994 — «I Live on a Raft» / tłum. Seymour Mayne i Jaroslaw Sokol, il. Sharon Katz, Ottawa, Concertina. (англ.)
- 1997 — «Wahres Bildnis» (пол. Prawdziwy portret), Berlin: Hanser in Komm, 1966. W antologii: «Panorama der polnischen Literatur des 20». Jahrhunderts. — Zürich: Ammann. (нім.)

Також поезію Єжи Гарасимовича перекладали на українську мову — Ігор Калинець, Павло Мовчан, Дмитро Павличко, Станіслав Шевченко, Іван Глинський, Леонід Череватенко, Анатолій Глущак.
- 2003 — Руський ліхтар, або Небо лемків: Поезія 1957-1999 / Вибір та пер. з пол. І. Калинця. - Львів: Світ, 2003. - 464 с. 966-603-231-7